# نادي المقاولون العرب موسم 2007–08
موسم 2007–2008 هو الموسم الـ 27 لفريق المقاولون العرب في الدوري المصري الممتاز والموسم الـ 3 على التوالي في الدوري الممتاز منذ عودته للدوري مرة أخرى في موسم 2005–2006. وشارك الفريق في الدوري المصري الممتاز ، ولكنه خرج من كأس مصر في نصف النهائي.

## الترتيب
| الترتيب | النادي             | ل  | ف | ت  | خ  | له | عليه | ±   | ن  | ملاحظات                              |
| ------- | ------------------ | -- | - | -- | -- | -- | ---- | --- | -- | ------------------------------------ |
| 10      | الاتحاد السكندري   | 30 | 7 | 12 | 11 | 32 | 39   | -7  | 33 |                                      |
| 11      | الترسانة           | 30 | 8 | 8  | 14 | 30 | 40   | -10 | 32 |                                      |
| 12      | المقاولون العرب    | 30 | 6 | 13 | 11 | 34 | 38   | -4  | 31 |                                      |
| 13      | المصرية للاتصالات  | 30 | 8 | 7  | 15 | 25 | 46   | -21 | 31 |                                      |
| 14      | ألومنيوم نجع حمادي | 30 | 7 | 9  | 14 | 29 | 50   | -21 | 30 | هبط إلى الدوري المصري الدرجة الثانية |

## كأس مصر

### الدور الأول
| 4 يناير 2008 | المقاولون العرب       | 2–1 | ألعاب دمنهور | استاد المقاولون العرب |
| 15:30        | رامي ربيع · علاء كمال |     | عمرو مهدي    |                       |

### الدور الثاني
| 11 يناير 2008 | طلائع الجيش                                                                                                  | 4–4 (ب.و.إ.) | المقاولون العرب                                                                                    | استاد جهاز الرياضة العسكري |
| 15:30         | حسن أحمد موسى 15' (ضربة رأس)، 43' · عامر صبري 74' (ضربة رأس) · علاء كمال 104' (ه.ذ.) · ياسين عبد العال ، 94' |              | رامي ربيع 32' · تامر عبد الوهاب 70' · إيهاب المصري 88' · علاء كمال 98' (ركلة.) · سامويل كيير ، 81' | الحكم: فهيم عمر            |

### ربع النهائي
| 6 مارس 2008 | الألومنيوم             | 1–4 | المقاولون العرب                                                          | استاد الألومنيوم |
| 14:00       | ياسر مصطفى 70' (ركلة.) |     | تامر عبد الوهاب 9' · محمود عزيز 10' · إيهاب المصري 45' · سامويل كيير 90' |                  |

### نصف النهائي
| 19 مارس 2008 | المقاولون العرب                    | 2–3 | إنبي                                                       | استاد المقاولون العرب |
| 16:00        | رامي ربيع 2' · أحمد عبد العزيز 76' |     | إسلام عوض 12' · عبد العزيز توفيق 16' · فينسنت دي فونيه 88' |                       |